# Ukraina i olympiska vinterspelen 1998
Ukraina deltog med 56 deltagare vid de olympiska vinterspelen 1998 i Nagano. Totalt vann de en silvermedalj.

## Medaljer

### Silver
- Olena Petrova - Skidskytte, 15 kilometer.